# Куле Московског кремља
Зидине Московског кремља састоје се од двадесет кула. Следи списак кула.

## Боровицка кула
Боровицка кула изграђена је 1490. године по наредби Василија III Московског, а њен архитекта био је Пјетро Антонио Солари. Добила је име по Боровицком брду, једном од седам брежуљака на којима се налази Москва. Године 1812, кулу су оштетиле француске трупе које су се повлачиле из Москве. Обновио ју је архитекта Јосип Бове од 1817. до 1819. године. Године 1935, Совјети су на врх куле поставили црвену звезду. Висина куле, заједно са звездом, је 54.05 метара.

## Благовештењска кула
Благовештењска кула изграђена је од 1487. до 1488. године. Налази се између Водоснабдевајуће и Тајне куле, на обалама реке Москве. Име је добила по икони „Благовештење“, која се на њој налазила од 18. века до 1932. године. Висина куле је 30.7 метара.

## Водоснабдевајућа кула
Водоснабдевајућа кула изграђена је 1488. године, а њен архитекта је Антонио Фријазин. Од 1633. године, кула је служила за одвод воде из реке Москве у Кремљ. До тада се звала Свибловска кула, по бољарској породици из Москве. Француске трупе су ју 1812. године скоро у целости разориле приликом повлачења. Обновио ју је архитекта Јосип Бове од 1817. до 1819. године. Совјети су 1937. године на њен врх поставили црвену звезду. Висина куле је 61.25 метара.

## Тајна кула
Тајна кула (позната и под именом Водена кула) изграђена је 1485. године, а изградио ју је Антонио Гиљарди. Кула је имала тајни извор воде и тунел који је водио до реке Москве, па је по томе и добила име. Године 1770, била је уклоњена због изградње Кремаљске палате, али је поново изграђена током 1770-их. Совјети су од 1930. до 1933. године зазидали улаз у кулу и затрпали извор. Висока је 38,4 метра.

## Бекљемишева кула
Бекљемишева кула је изграђена 1487. године, а њен архитекта је Марк Фријазин. Године 1917, врх куле био је оштећен током Октобарске револуције. Након краја грађанског рата 1920, обновио ју је архитекта И. Риљскиј. Висока је 46.2 метра.

## Прва безимена кула
Прва безимена кула изграђена је 1480-их година. Служила је у одбрамбене сврхе. Године 1547, била је уништена од експлозије у магазину барута. Обновљена је у 17. веку. Године 1770, кула је уклоњена због изградње Кремаљске палате. Поново је изграђена 1783. године. Године 1812, срушиле су ју француске трупе у повлачењу, али ју је обновио Јосип Бове од 1816. до 1835. године.

## Друга безимена кула
Друга безимена кула изграђена је током 1480-их. Налази се на обали реке Москве, покрај Прве безимене куле. Године 1680, на њен врх надограђен је торањ са квадратном базом. Била је затворена 1770-их, током изградње Кремаљске палате. Висина куле је 30.2 метра.

## Петрова кула
Петрова кула изграђена је током 1480-их. Била је уништена током напада пољске војске 1612. године, али је убрзо обновљена. Године 1771, била је уклоњена због изградње Кремаљске палате, али је поново изграђена 1783. године. Француске трупе су ју уништиле током повлачења из Москве 1812. године. Године 1818, обновио ју је Јосип Бове. Висока је 27.15 метара.

## Константино-еленска кула
Константино-еленска кула изграђена је 1490. године, а њен градитељ био је Пјетро Антонио Солари. Године 1770, била је уклоњена због изградње Кремаљске палате. Француске трупе су ју у целости срушиле током повлачења 1812. године. Кула је имала капију и сопствени покретни мост, али је крајем 18. и почетком 19. века мост уклоњен а капија зазидана. Кула је висока 36.8 метара.

## Набатнијска кула
Набатнијска кула је изграђена 1495. године, а налази се на југоисточном делу Кремаљских зидина. Име јој потиче од староруске речи набат, што у преводу значи узбуна. У кули се од 1680. до почетка 19. века налазило звоно, које је узбуњивало становнике на опасност. Висока је 38 метара.

## Царска кула
Царска кула је најмања и најновија кула, изграђена 1680. године. У суштини, ово заправо није кула него четвероугаона комора. Према легенди, цар Иван IV Грозни хтео је да прати шта се дешава на Црвеном тргу, па је кула изграђена у ту сврху и тако добила име. Висока је 16 метара.

## Спаситељева кула
Спаситељева кула је највећа од свих кула Московског кремља. Има један улаз и пет спратова. Изграђена је 1491. године, а њен градитељ био је Пјетро Антонио Солари. У 19. веку, на кулу је постављен сат. Године 1935, Совјети су на њен врх поставили црвену звезду, уклонивши двоглавог орла. Висока је 80 метара.

## Сенаторска кула
Сенаторска кула изграђена је 1491. године, а њен градитељ био је Пјетро Антонио Солари. Дуго времена није имала име, све до 1787, када је тамо изграђен Сенатски дворац. Испред куле се налази Лењинов маузолеј. Висока је 34 метра.

## Николајева кула
Николајева кула изграђена је 1491. године, а добила је име по Манастиру Светог Николаја, којег више нема. Године 1806, њен торањ је изграђен у неоготичком стилу. Француске трупе су разориле врх торња током повлачења 1812, али га је Јосип Бове обновио 1816. године. Кула је била оштећена од топовске паљбе у 1917, али ју је убрзо обновио архитекта Николај Маровников. Године 1935, Совјети су поставили црвену звезду на врх куле. Висока је 704 метра.

## Средња арсеналска кула
Средња арсеналска кула изграђена је 1495. године, а њен градитељ био је Пјетро Антонио Солари. Налази се на северозападном делу Кремаљских зидина. Добила је име средином 18. века, када је у њеној близини изграђен арсенал. 

## Угаона арсеналска кула
Угаона арсеналска кула изграђена је 1492. године, а њен градитељ био је Пјетро Антонио Солари. До почетка 18. века звала се Собакинова кула, по бољару који је живео покрај ње унутар Кремља. Данашње име домбила је након изградње арсенала. Године 1712, претила је инвазија Швеђана, па су отвори за пушке проширени како би у њих стале топовске цеви. Француска војска у повлачењу, 1812. године, оштетила је кулу. Обновио ју је Јосип Бове од 1816. до 1819. године. Висока је преко 60 метара.

## Заповедничка кула
Заповедничка кула изграђена је 1495. године, а њен градитељ био је Алевиз Фријазин. Налази се испред Александрове баште. Данашње име добила је у 19. веку када је покрај ње било седиште војног заповедника Москве. На њу је надограђена посматрачница од 1676. до 1686. године, као и на свим осталим кулама. Висока је 41.25 метара.

## Тројицка кула
Тројицка кула грађена је од 1495. до 1499. године, а њен градитељ био је Алевиз Фријазин. Добила је име у част Свете Тројице 1658, по налогу цара Алексеја. Кула је током историје служила као затвор. На њој се налазио сат од 1585. до 1812. године. Висока је 80 метара.

## Оружарничка кула
Оружарничка кула изграђена је 1495. године. Добила је име у 19. веку, након изградње Палате оружја. Пре тога је носила име Коњушничка кула, по царској коњушници која се налазила иза ње.

## Предмостна кула
Предмостна кула изграђена је 1516. године, а ње градитељ био је Алевиз Фријазин. Кула није део зидина, него се налази пред мостом преко реке Неглинаје, који води до Тројицке куле. У потпуности је служила у одбрамбене сврхе. Године 1685, на кулу је надограђена ограда у стилу московског барока. Висока је 13.5 метара.